# U-432 (tàu ngầm Đức)
U-432 là một tàu ngầm tấn công  Lớp Type VII thuộc phân lớp Type VIIC được Hải quân Đức Quốc Xã chế tạo trong Chiến tranh Thế giới thứ hai. Nhập biên chế năm 1941, nó đã thực hiện được tám chuyến tuần tra, đánh chìm hai mươi tàu buôn với tổng tải trọng 67.991 GRT cùng một tàu chiến tải trọng 1.340 tấn, đồng thời gây hư hại cho hai tàu buôn với tổng tải trọng 15.566 GRT. Trong chuyến tuần tra cuối cùng, U-432 bị tàu corvette Aconit của Lực lượng Pháp quốc Tự do đánh chìm tại khu vực Trung tâm Đại Tây Dương vào ngày 11 tháng 3, 1943.

## Thiết kế và chế tạo

### Thiết kế

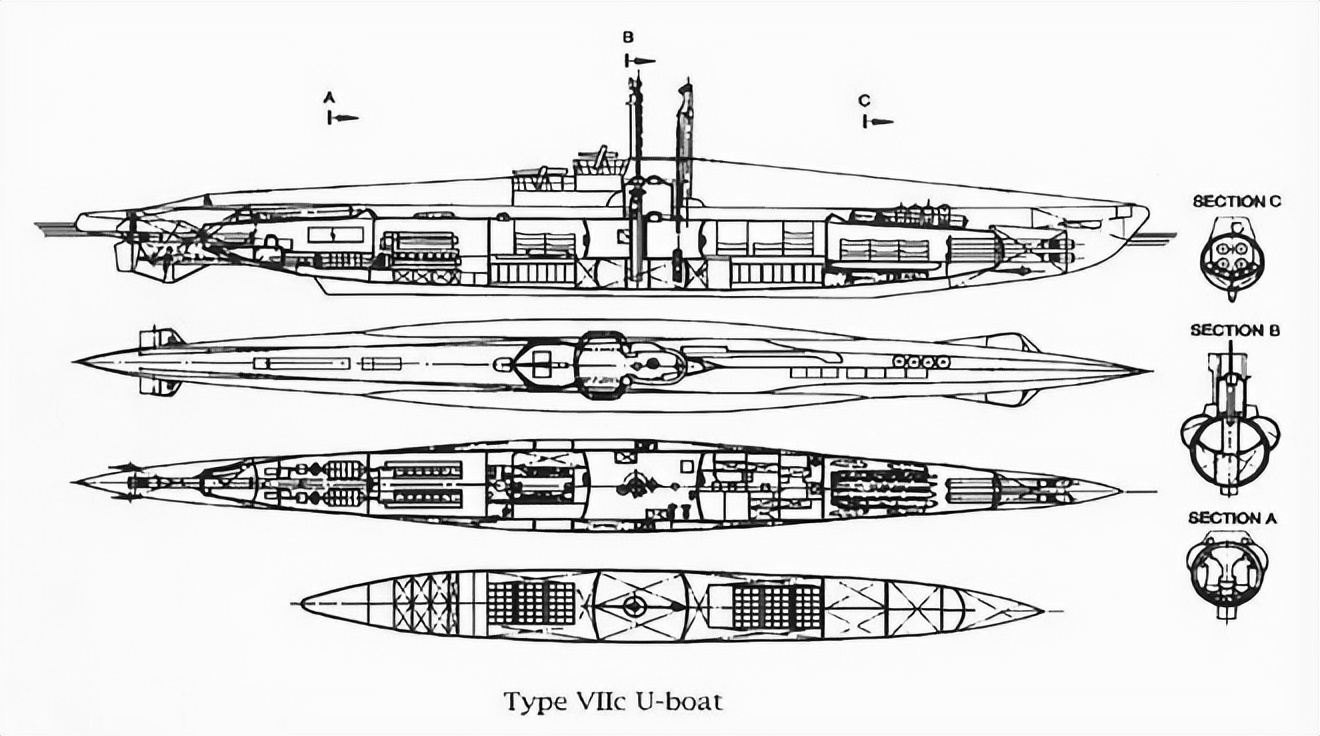
Sơ đồ các mặt cắt một tàu ngầm Type VIIC

Phân lớp VIIC của Tàu ngầm Type VII là một phiên bản VIIB được kéo dài thêm. Chúng có trọng lượng choán nước 769 t (757 tấn Anh) khi nổi và 871 t (857 tấn Anh) khi lặn). Con tàu có chiều dài chung 67,10 m (220 ft 2 in), lớp vỏ trong chịu áp lực dài 50,50 m (165 ft 8 in), mạn tàu rộng 6,20 m (20 ft 4 in), chiều cao 9,60 m (31 ft 6 in) và mớn nước 4,74 m (15 ft 7 in).
Chúng trang bị hai động cơ diesel Germaniawerft F46 siêu tăng áp 6-xy lanh 4 thì, tổng công suất 2.800–3.200 PS (2.100–2.400 kW; 2.800–3.200 bhp), dẫn động hai trục chân vịt đường kính 1,23 m (4,0 ft), cho phép đạt tốc độ tối đa 17,7 kn (32,8 km/h), và tầm hoạt động tối đa 8.500 nmi (15.700 km) khi đi tốc độ đường trường 10 kn (19 km/h). Khi đi ngầm dưới nước, chúng sử dụng hai động cơ/máy phát điện Garbe, Lahmeyer & Co. RP 137/c  tổng công suất 750 PS (550 kW; 740 shp). Tốc độ tối đa khi lặn là 7,6 kn (14,1 km/h), và tầm hoạt động 80 nmi (150 km) ở tốc độ 4 kn (7,4 km/h). Con tàu có khả năng lặn sâu đến 230 m (750 ft).
Vũ khí trang bị có năm ống phóng ngư lôi 53,3 cm (21 in), bao gồm bốn ống trước mũi và một ống phía đuôi, và mang theo tổng cộng 14 quả ngư lôi, hoặc tối đa 22 quả thủy lôi TMA, hoặc 33 quả TMB. Tàu ngầm Type VIIC bố trí một hải pháo 8,8 cm SK C/35 cùng một pháo phòng không 2 cm (0,79 in) trên boong tàu. Thủy thủ đoàn bao gồm 4 sĩ quan và 40-56 thủy thủ.

### Chế tạo
U-432 được đặt hàng vào ngày 23 tháng 9, 1941, và được đặt lườn tại xưởng tàu Schichau-Werke ở Danzig (nay là Gdańsk thuộc Ba Lan) vào ngày 14 tháng 1, 1940. Nó được hạ thủy vào ngày 3 tháng 2, 1941, và nhập biên chế cùng Hải quân Đức Quốc Xã vào ngày 26 tháng 4, 1941 dưới quyền chỉ huy của Hạm trưởng, Đại úy Hải quân Heinz-Otto Schultze.

## Lịch sử hoạt động
Sau khi hoàn tất việc huấn luyện trong thành phần Chi hạm đội U-boat 3, U-432 tiếp tục nằm trong thành phần đơn vị nảy cho đến khi bị mất.

### 1941

#### Chuyến tuần tra thứ nhất
U-432 di chuyển từ cảng Kiel, Đức đến các cảng Horten và Trondheim thuộc Na Uy vào cuối tháng 7 và đầu tháng 8, 1941, rồi xuất phát từ Trondheim vào ngày 25 tháng 8 cho chuyến tuần tra đầu tiên trong chiến tranh. Nó băng qua khe GI-UK giữa quần đảo Faroe và Iceland để vòng qua quần đảo Anh và hoạt động tại vùng biển Bắc Đại Tây Dương về phía Đông Nam Greenland.
Ở vị trí về phía Nam mũi Farewell, Greenland, lúc 02 giờ 30 phút ngày 10 tháng 9, nó phóng bốn quả ngư lôi tấn công Đoàn tàu SC-42, và hai quả trúng đích đã đánh chìm chiếc tàu buôn Anh Muneric 5.229 GRT tại tọa độ 61°38′B 40°40′T / 61,633°B 40,667°T. Một loạt ngư lôi thứ hai phóng lúc 07 giờ 07 phút tiếp tục tấn công Đoàn tàu SC-42 đã đánh chìm tàu buôn Hà Lan Winterwijk 3.205 GRT tại tọa độ 61°38′B 40°40′T / 61,633°B 40,667°T, và tàu buôn Na Uy Stargad 1.113 GRT tại tọa độ 61°30′B 40°30′T / 61,5°B 40,5°T.
Sang ngày hôm sau 11 tháng 9, chiếc tàu ngầm tiếp tục tấn công Đoàn tàu SC-42 với hai quả ngư lôi lúc 04 giờ 06 phút, đánh chìm được tàu buôn Thụy Điển Garm 1.231 GRT tại tọa độ 63°02′B 37°51′T / 63,033°B 37,85°T U-432 kết thúc chuyến tuần tra khi đi đến cảng Brest bên bờ Đại Tây Dương của Pháp đã bị Đức chiếm đóng, đến nơi vào ngày 19 tháng 9.

#### Chuyến tuần tra thứ hai
U-432 khởi hành từ Brest vào ngày 11 tháng 10 cho chuyến tuần tra thứ hai để hoạt động trong Đại Tây Dương về phía Tây Ireland (Khu vực Tiếp cận phía Tây) và phía Tây Bồ Đào Nha. Vào ngày 17 tháng 10, nó tấn công Đoàn tàu SC-48 và đã đánh chìm các tàu buôn Panama Bold Venture 3.222 GRT, tàu buôn Hy Lạp Evros 5.283 GRT, và tàu chở dầu Na Uy Barfonn 9.739 GRT, Sau đó các tàu khu trục HMS Broadwater và tàu corvette HMS Abelia của Hải quân Hoàng gia Anh cùng các tàu khu trục Hoa Kỳ USS Livermore và USS Decatur, trong thành phần hộ tống cho Đoàn tàu SC-48, đã phản công bằng mìn sâu, buộc chiếc U-boat phải lặn trong nhiều giờ để ẩn nấp, và khiến nó bị rò rỉ một thùng nhiên liệu cùng một số hư hại khác. Tuy nhiên U-432 đã sửa chữa các hư hại và tiếp tục tuần tra.
Đến ngày 28 tháng 10, nó tiếp tục tấn công Đoàn tàu HG-75 ở vị trí về phía Đông Bắc quần đảo Azores, và đã đánh chìm chiếc tàu buôn Anh Ulea 1.574 GRT. U-432 kết thúc chuyến tuần tra khi đi đến cảng St. Nazaire cùng bên bờ Đại Tây Dương của Pháp vào ngày 2 tháng 11.

#### Chuyến tuần tra thứ ba
U-432 xuất phát từ St. Nazaire vào ngày 10 tháng 12 cho chuyến tuần tra thứ ba để hoạt động trong Đại Tây Dương tại lối ra vào phía Tây của eo biển Gibraltar. Tuy nhiên nó không đánh chìm được mục tiêu nào, và quay trở về càng La Pallice tại La Rochelle, Pháp vào ngày 23 tháng 12. La Pallice trở thành căn cứ hoạt động chính của chiếc tàu ngầm cho đến khi nó bị mất.

### 1942

#### Chuyến tuần tra thứ tư
Rời La Pallice vào ngày 21 tháng 1, 1942 cho chuyến tuần tra thứ tư, U-432 đã băng qua suốt Đại Tây Dương để hoạt động dọc theo bờ biển Canada và Hoa Kỳ trong khuôn khổ Chiến dịch Paukenschlag (tiếng Anh: Chiến dịch Drumbeat). Tại đây nó đã lần lượt đánh chìm các tàu buôn Brazil (lúc đó còn giữ trung lập) Buarque 5.152 GRT ở vị trí 35 nmi (65 km) về phía Tây Nam mũi Henry, Virginia vào ngày 15 tháng 2; tàu buôn Brazil Olinda 4.053 GRT ngoài khơi mũi Hatteras, North Carolina vào ngày 18 tháng 2; tàu buôn Anh Miraflores 2.158 GRT ở vị trí 50 nmi (93 km) về phía Đông Atlantic City, New Jersey vào ngày 19 tháng 2; tàu buôn Hoa Kỳ Azalea City 5.529 GRT ở vị trí 125 nmi (232 km) về phía Đông Nam Ocean City, Maryland vào ngày 21 tháng 2; và tàu buôn Hoa Kỳ Marore 8.215 GRT ngoài khơi North Carolina vào ngày 17 tháng 2. Chiếc tàu ngầm quay trở về cảng La Pallice vào ngày 16 tháng 3.

#### Chuyến tuần tra thứ năm
U-432 lại khởi hành từ La Pallice vào ngày 30 tháng 4 cho chuyến tuần tra thứ năm, và tiếp tục tham gia Chiến dịch Paukenschlag để hoạt động dọc theo vùng bờ Đông Hoa Kỳ. Chỉ hai ngày sau khi rời căn cứ, chiếc tàu ngầm chịu đựng một cuộc không kích trong vịnh Biscay, và bị hư hại nhẹ, nhưng vẫn tiếp tục chuyến tuần tra. Ở vị trí 85 nmi (157 km) về phía Nam Halifax, Canada, nó đánh chìm tàu đánh cá Hoa Kỳ Foam 324 GRT bằng hải pháo vào ngày 17 tháng 5. Sau đó đến lượt các tàu buôn Anh Zurichmoor 4.455 GRT bị đánh chìm ở vị trí 400 nmi (740 km) về phía Đông Philadelphia vào ngày 23 tháng 5; và tàu buôn Canada Liverpool Packet 1.188 GRT ở vị trí 400 nmi (740 km) về phía Đông đảo Seal, Nova Scotia vào ngày 31 tháng 5.
Các thuyền đánh cá Hoa Kỳ Aeolus 41 GRT và Ben and Josephine 102 GRT cùng bị chiếc tàu ngầm đánh chìm bằng hải pháo vào ngày 3 tháng 6 ở vị trí 170 nmi (310 km) về phía Đông Nam đảo Thacher, Massachusetts. Đến ngày 9 tháng 6, chiếc tàu ngầm đã tấn công Đoàn tàu BX-23A ở vị trí về phía Nam đảo Cape Sable, Nova Scotia, gây hư hại cho các tàu buôn Na Uy Kronprinsen 7.073 GRT và tàu buôn Anh Malayan Prince 8.593 GRT Chiếc tàu ngầm quay trở về căn cứ La Pallice vào ngày 2 tháng 7.

#### Chuyến tuần tra thứ sáu
Chuyến tuần tra thứ sáu được thực hiện từ ngày 15 tháng 8 đến ngày 4 tháng 10, và U-432 đã hoạt động trong vùng biển Bắc Đại Tây Dương về phía Đông Nam Greenland. Ở vị trí ngoài khơi mũi Farewell, Greenland vào ngày 24 tháng 9, nó đã tấn công chiếc tàu buôn Hoa Kỳ Pennmar 5.868 GRT, vốn tách khỏi Đoàn tàu SC-100 do gặp trục trặc và đang trên đường đi đến mũi Farewell để sửa chữa. Pennmar đã cơ động né tránh được một quả ngư lôi do U-432 phóng ra, và khi chiếc tàu ngầm trồi lên mặt nước để tấn công mục tiêu bằng hải pháo, chiếc tàu buôn đã nổ súng chống trả. Chiếc U-boat phải lặn xuống và phóng một loạt bốn quả ngư lôi, đánh chìm Pennmar tại tọa độ 58°12′B 34°35′T / 58,2°B 34,583°T.

#### Chuyến tuần tra thứ bảy
Khởi hành từ La Pallice vào ngày 30 tháng 11 cho chuyến tuần tra thứ bảy, U-432 chuyển sang hoạt động trong vùng biển Đại Tây Dương ở lối ra vào phía Tây của eo biển Gibraltar và ngoài khơi bờ biển Maroc. Tại đây vào ngày 17 tháng 12, nó đã phóng ngư lôi đánh chìm tàu đánh cá Pháp Poitou ở vị trí ngoài khơi El Jadida, Maroc. Chiếc U-boat quay trở về căn cứ vào ngày 5 tháng 1, 1943.

### 1943

#### Chuyến tuần tra thứ tám – Bị mất
U-432 khởi hành từ cảng La Pallice vào ngày 14 tháng 2, 1943 cho chuyến tuần tra thứ tám, cũng là chuyến cuối cùng, để tiếp tục hoạt động trong Đại Tây Dương. Vào ngày 11 tháng 3, U-432 đã phóng ngư lôi đánh chìm HMS Harvester, sau khi chiếc tàu khu trục Anh bị hư hại do húc vào tàu ngầm U-444. Tàu corvette Aconit của Lực lượng Pháp quốc Tự do đi đến trợ giúp cho Harvester đã phát hiện U-432, nên đã bắn hải pháo và thả mìn sâu đánh chìm chiếc tàu ngầm ở vị trí về phía Tây Ireland, tại tọa độ 51°35′B 28°20′T / 51,583°B 28,333°T. 26 thành viên thủy thủ đoàn của U-432 đã tử trận, và có 20 người sống sót được cứu vớt và bị bắt làm tù binh chiến tranh.

### "Bầy sói" tham gia
U-432 từng tham gia bảy bầy sói:
- Markgraf (28 tháng 8 – 14 tháng 9, 1941)
- Reissewolf (21 – 28 tháng 10, 1941)
- Pfadfinder (21 – 27 tháng 5, 1942)
- Lohs (23 tháng 8 – 22 tháng 9, 1942)
- Sturmbock (23 – 26 tháng 2, 1943)
- Wildfang (26 tháng 2 – 5 tháng 3, 1943)
- Westmark (6 – 11 tháng 3, 1943)

### Tóm tắt chiến công
U-432 đã đánh chìm được hai mươi tàu buôn với tổng tải trọng 67.991 GRT cùng một tàu chiến tải trọng 1.340 tấn, đồng thời gây hư hại cho hai tàu buôn với tổng tải trọng 15.566 GRT:
| Ngày              | Tên tàu           | Quốc tịch              | Tải trọng | Số phận      |
| ----------------- | ----------------- | ---------------------- | --------- | ------------ |
| 10 tháng 9, 1941  | Muneric           | United Kingdom         | 5.229     | Bị đánh chìm |
| 10 tháng 9, 1941  | Stargard          | Norway                 | 1.113     | Bị đánh chìm |
| 10 tháng 9, 1941  | Winterswijk       | Netherlands            | 3.205     | Bị đánh chìm |
| 11 tháng 9, 1941  | Garm              | Sweden                 | 1.231     | Bị đánh chìm |
| 17 tháng 10, 1941 | Barfonn           | Norway                 | 9.739     | Bị đánh chìm |
| 17 tháng 10, 1941 | Bold Venture      | Panama                 | 3.222     | Bị đánh chìm |
| 17 tháng 10, 1941 | Evros             | Greece                 | 5.283     | Bị đánh chìm |
| 28 tháng 10, 1941 | Ulea              | United Kingdom         | 1.574     | Bị đánh chìm |
| 15 tháng 2, 1942  | Buarque           | Brazil                 | 5.152     | Bị đánh chìm |
| 18 tháng 2, 1942  | Olinda            | Brazil                 | 4.053     | Bị đánh chìm |
| 19 tháng 2, 1942  | Miraflores        | United Kingdom         | 2,158     | Bị đánh chìm |
| 21 tháng 2, 1942  | Azalea City       | United States          | 5.529     | Bị đánh chìm |
| 27 tháng 2, 1942  | Marore            | United States          | 8.215     | Bị đánh chìm |
| 17 tháng 5, 1942  | Foam              | United States          | 324       | Bị đánh chìm |
| 23 tháng 5, 1942  | Zurichmoor        | United Kingdom         | 4.455     | Bị đánh chìm |
| 31 tháng 5, 1942  | Liverpool Packet  | Canada                 | 1.188     | Bị đánh chìm |
| 3 tháng 6, 1942   | Aeolus            | United States          | 41        | Bị đánh chìm |
| 3 tháng 6, 1942   | Ben and Josephine | United States          | 102       | Bị đánh chìm |
| 9 tháng 6, 1942   | Kronprinsen       | Norway                 | 7.073     | Bị hư hại    |
| 9 tháng 6, 1942   | Malayan Prince    | United Kingdom         | 8.593     | Bị hư hại    |
| 24 tháng 9, 1942  | Pennmar           | United States          | 5.868     | Bị đánh chìm |
| 17 tháng 12, 1942 | Poitou            | Free France            | 310       | Bị đánh chìm |
| 11 tháng 3, 1943  | HMS Harvester     | Hải quân Hoàng gia Anh | 1.340     | Bị đánh chìm |